# ホライズン (客車)

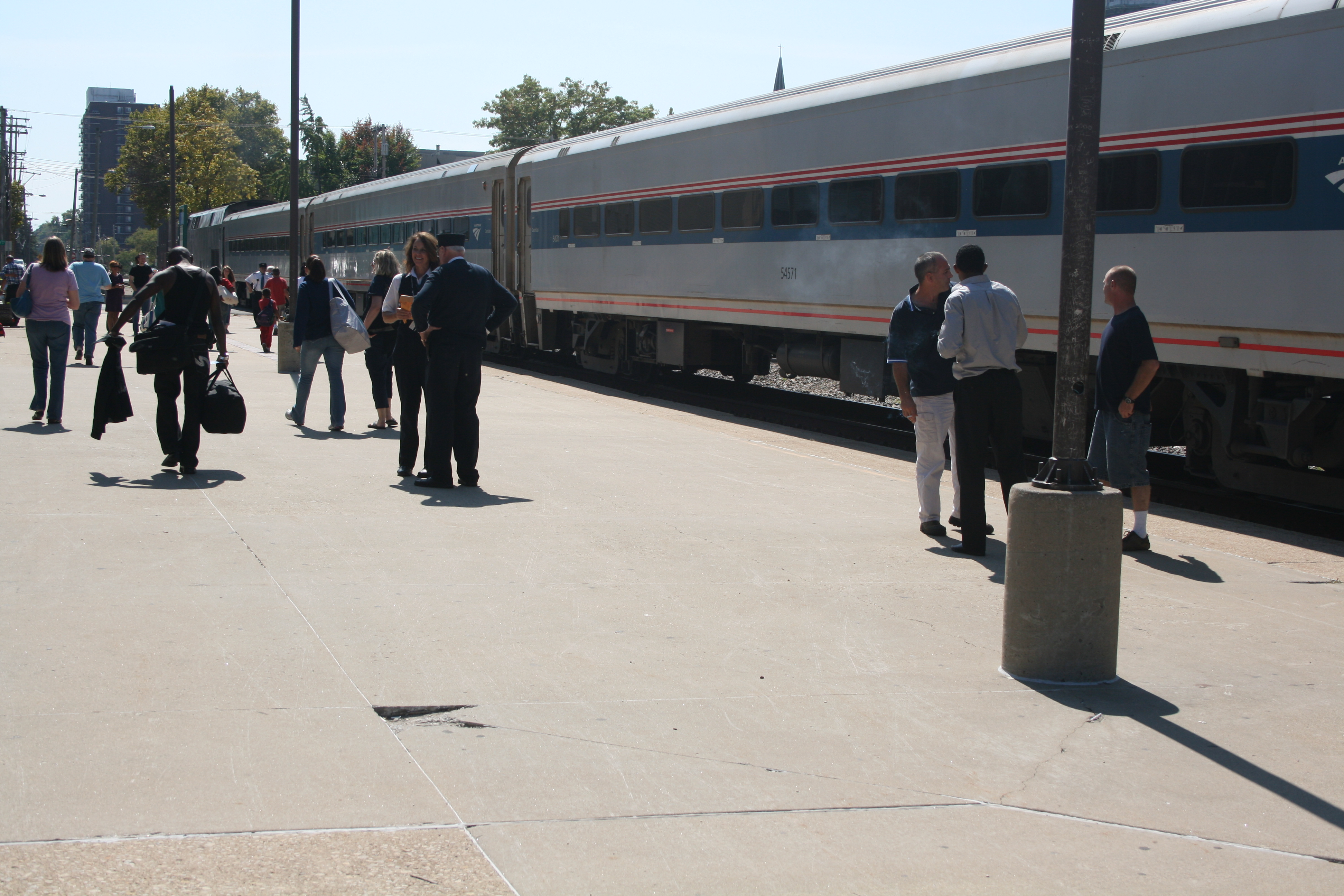
車両外観

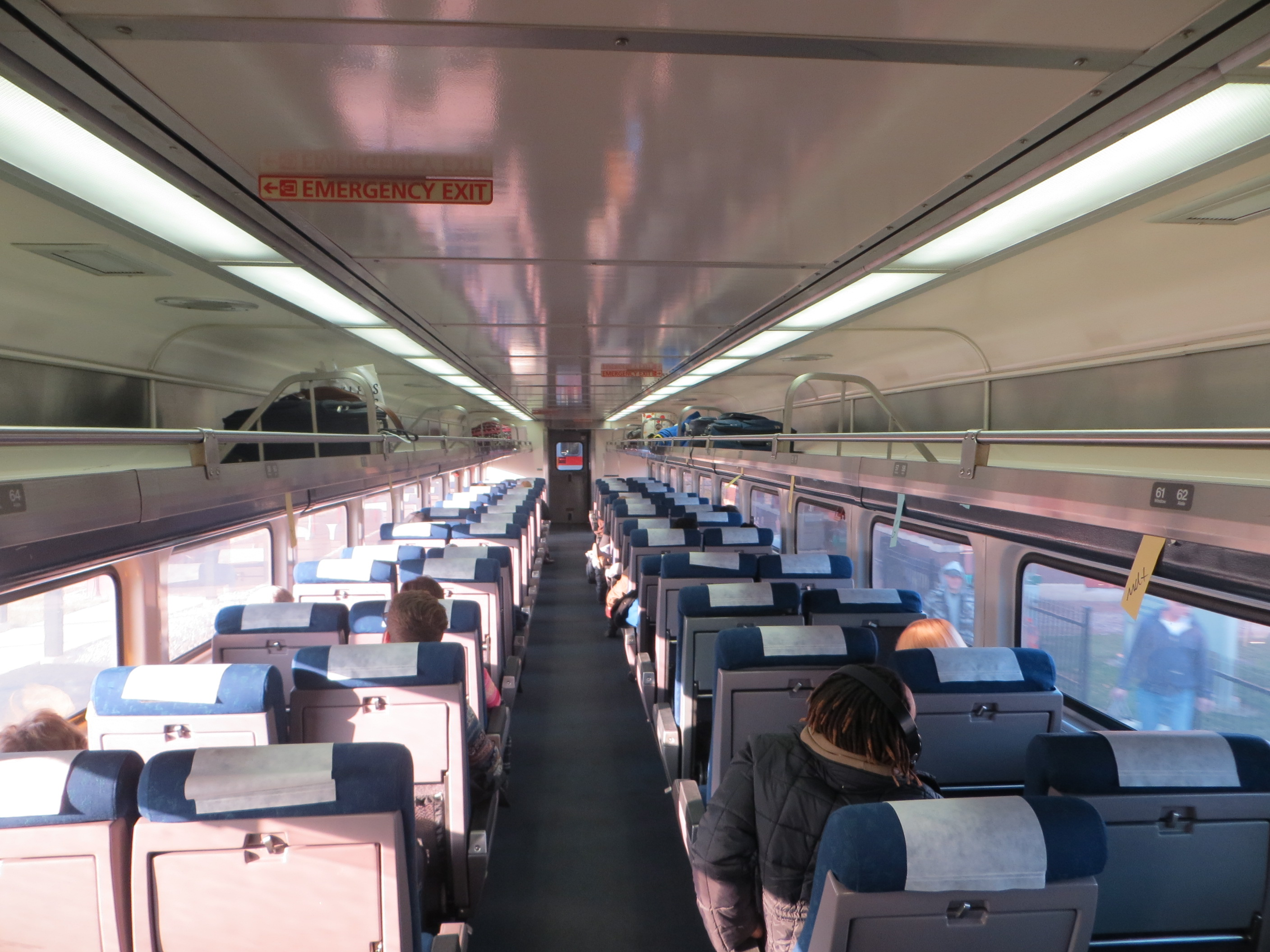
普通座席車（コーチ）の車内

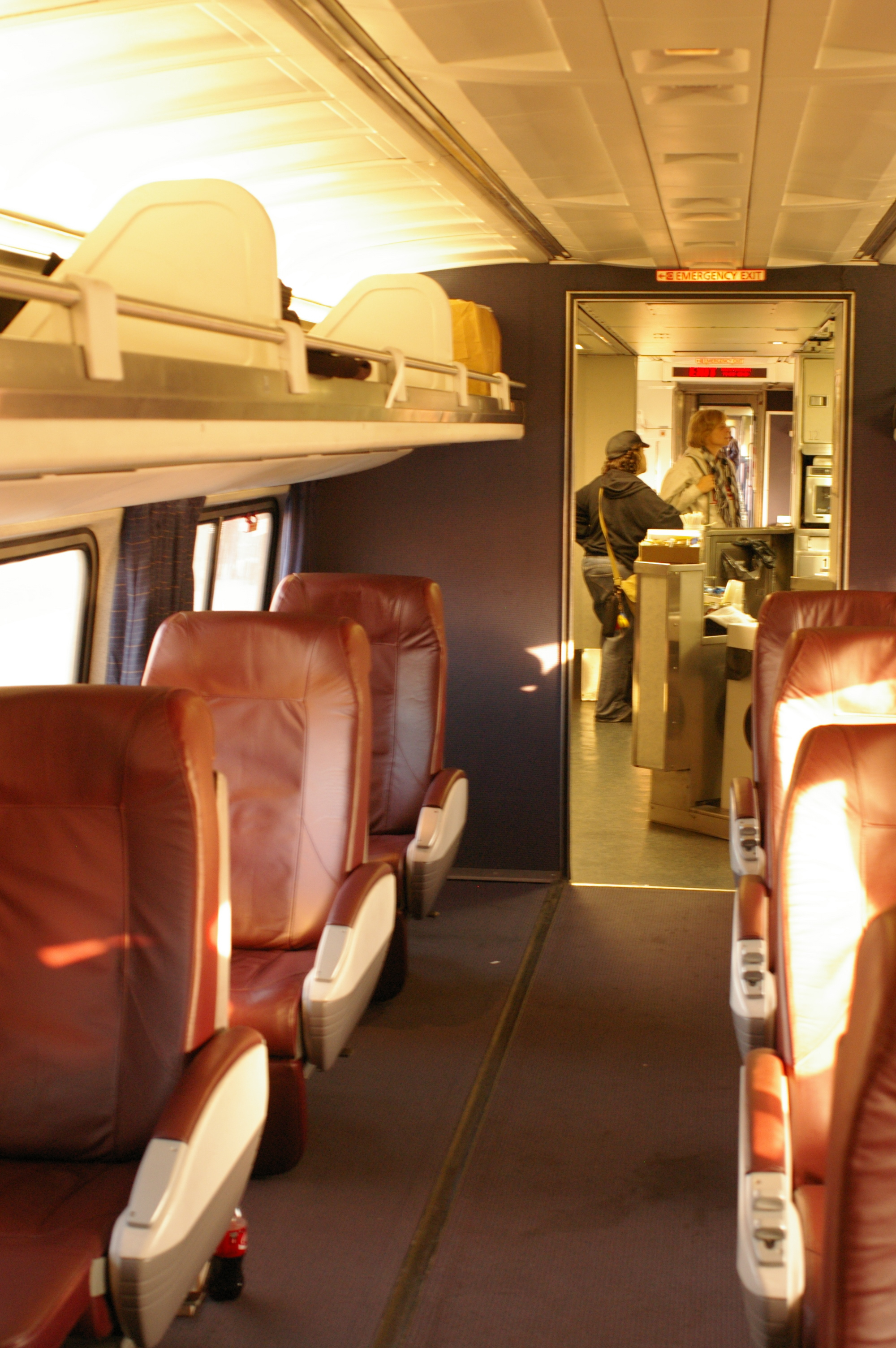
ビジネスクラス席

ホライズン（ホライゾン）はアムトラックで使用される1階建ての客車である。主にアメリカ中西部の短距離列車に用いられる。
ボンバルディア・トランスポーテーションにより、1988年から1990年にかけて通勤型のコメットII客車を基に製造された。

## 歴史
ホライズン客車はプルマン社が1970年から1973年にかけてエリー・ラッカワナ鉄道向けとして製造した1階建て通勤客車であるコメット客車を基にしている。
ボンバルディアはコメット客車の設計に関する権利をプルマン社より取得し、1982年、第2世代にあたる「コメットII」客車をニュージャージー・トランジット向けに製造した。
1988年、アムトラックとボンバルディアは104両のホライズン客車の製造の契約を締結した。この客車はコメット客車を基にしていたが、それを都市間列車向けに変更を加えたものになっていた。
設計最高速度は125 mph (201 km/h)とされ、台車はゼネラル・スチール・インダストリーズ(General Steel Industries)のベアリング台車"GSI-G70"とされた。これは同じくボンバルディアが後に製造した「スーパーライナーII客車」に用いられているものと同じものである。
既にできあがった客車を基に設計されたことから、アムトラックは速やかにホライズン客車を増備することができた。
また、アムトラックはこの客車を自己資本により導入することができた。これはアムトラックにとって連邦政府の補助に依らずに導入された最初の鉄道車両となった。

## 車両概説
ボンバルディアは1989年から1990年にかけて2種類のホライズン客車を提供した。内訳は座席車が86両、供食車(food service car)が18両である 。
72両の普通座席車は座席の配列によって76から82人の旅客が着席することができた。14両は身障者対応の座席車とされ、72人分の座席と車椅子スペースが設けられた。一般座席車についてものちに身障者対応改造され、座席定員は68から72名となった。
18両の供食車(food service car)は、カフェ/クラブ車（車室の片側半分がテーブル席、もう半分がビジネスクラス席）と軽食堂車（dinette、全室がテーブル席）とがあった。いずれも車輌中央部に売店/供食(food service)カウンターが設けられている。
カフェ/クラブ車のうち8両は32人分のテーブル席と19人分のビジネスクラス席を有していた。軽食堂車の10両は48人分のテーブル席を有していた。
最初のホライズン客車は1989年4月に営業運転を開始した。
1994年、アムトラックはトラブル続きのガスタービン動車でありニューヨーク州の帝国回廊で使われていたターボライナーを置き換えるため23両のホライズン客車を追加発注する計画を立てたが、予算の問題から実現しなかった:40–7。

## 使用路線
2017年11月現在、ホライズン客車は主にシカゴ近郊の短距離各線で用いられている（アムトラック#保有路線も参照）。
さらに、ロサンゼルスに配置されパシフィック・サーフライナー号で用いられているものも一部ある。
また、カリフォルニア交通局は軽食堂車3両（全室テーブル席）を3両有償で借り受け、改装のうえで州保有のコメット客車と併結させサン・ホアキン号のカフェカーとして使用している。
これらの車両はオークランドに配置されている。